# 福島県道253号落合浪江線
福島県道253号落合浪江線（ふくしまけんどう253ごう おちあいなみえせん）は、福島県双葉郡葛尾村から浪江町に至る一般県道である。

## 路線概要
- 起点：双葉郡葛尾村大字落合字落合
- 終点：双葉郡浪江町大字権現堂字新町49-1
- 総延長：30.676 km[1]
  - 実延長：30.291 km
- 路線認定年月日：1975年2月14日[2]

浪江町高瀬から終点にかけてのJR常磐線に沿い北上する区間は旧陸前浜街道である。

### 重用区間
- 福島県道35号いわき浪江線（双葉郡浪江町大堀字後畑～同郡同町井手字北川原）

### 道路施設
落合橋
- 全長：12.5m
- 幅員：5.6m
- 竣工：1959年[3]

葛尾村落合字落合にて二級水系請戸川水系葛尾川支流広谷地川を渡る。橋上は上下対面通行で供用されているがセンターラインや歩道は設置されていない。
高瀬川橋
（浪江町）

## 通過する自治体
- 双葉郡葛尾村 － 浪江町

## 接続・交差する道路
- 葛尾村内
  - 福島県道50号浪江三春線（落合字落合 起点）
- 浪江町内
  - 福島県道35号いわき浪江線 相馬方面（大堀字後畑）
  - 福島県道35号いわき浪江線 いわき方面（井手字北川原）
  - 福島県道256号井手長塚線（井手字下原）
  - 福島県道167号浪江停車場線（権現堂字新町）
  - 国道114号・福島県道120号浪江鹿島線（権現堂字新町 終点）

## 道路施設
一の宮隧道
- 全長：22.0 m
- 幅員：2.4（3.4） m
- 有効高：4.3 m

神鳴隧道
- 全長：32.0 m
- 幅員：2.4（3.4） m
- 有効高：4.45 m

いずれも浪江森林鉄道の鉄道トンネルとして竣工した後、自動車道への転換に伴い、当時の浪江営林署により1959年度までに拡幅事業が行われた。高さ制限3.8 mの規制が敷かれている。

## 沿線
- 葛尾川
- 東北電力古道川発電所
- 高瀬川
  - 高瀬川渓谷
  - 東北電力高瀬川発電所
- JR常磐線 浪江駅